# Eupithecia cinerae
Eupithecia cinerae là một loài bướm đêm trong họ Geometridae.